# Xhelal Bey Zogu

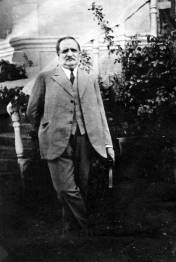
Xhelal Bey Zogu

Xhelal Bej Zogu (* 14. Mai 1881 im Schloss Burgajet; † 1944 in der Türkei) war der Sohn des Erbgouverneurs im albanischen Mati Xhemal Pascha Zogu (1860–1911) und Melek Zogu (gestorben 1884). Als der älteste Bruder der Adelsfamilie sollte Zogu anstelle seines Bruders Ahmet die Familie führen und das Amt seines Vaters erben; allerdings wurde er übergangen. Er wurde an der Darüşşafaka-Universität in Konstantinopel erzogen und arbeitete als Staatsanwalt. Er war der führende Richter beim Prozess gegen Haxhi Qamili und andere Anführer des Bauernaufstands in Albanien im Juni 1915, der von der serbischen Armee arrangiert worden war. Er wurde dreimal ins albanische Parlament gewählt und vertrat einmal die Region Dibra als seinen Wahlkreis; zweimal vertrat er den Wahlkreis Kosovo, bevor er Seine Königliche Hoheit wurde und sich aus der Politik zurückzog.
Prinz Zogu heiratete 1908 Ruhijé Doshishti, mit der er einen Sohn Said hatte, der allerdings noch in der Kindheit starb, sowie eine Tochter Melek, die bei der Geburt starb. Das Paar ließ sich 1912 scheiden. Zogu heiratete 1931 Ikbal Pekkini. Im gleichen Jahr kam die  Tochter Elvira zur Welt. Ikbel starb kurz nach der Geburt der Tochter.
1932 heiratete er Faika Minxhalliu, der gemeinsame Sohn war Prinz Skënder Zogu. Allerdings wurde die Ehe mit Faika aufgelöst und das Paar ließ sich 1933 scheiden. Im gleichen Jahr heiratete Zogu Hyrijet Allaj – seine vierte und letzte Eheschließung, aus der vier Kinder hervorgingen. Nach dem italienischen Einmarsch in Albanien siedelte er nach Istanbul über. Seine beiden Töchter Melita und Vera sowie der ältere Sohn Mirgin wuchsen auf, während der zweite Sohn Genc mit sechs Jahren 1944 in der Türkei starb – im gleichen Jahr wie sein Vater. Er wurde in Cannes begraben.